# キューバ海軍艦艇一覧
キューバ海軍艦艇一覧は、キューバ海軍が過去保有した、または現在保有する、または将来保有する予定の、未完成・計画中止を含めた歴代艦艇一覧である。
凡例

## 現有勢力（2024年現在）
- 国防予算：不詳[1]
- 海軍人員：2,250名[1]
- 艦船隻数：18隻（排水量20t以上）[1]

コルベット×1
哨戒艦×2
ミサイル艇×8
掃海艇×5
練習艦×1
設標艦×1
- コースト・ガード：船艇225隻とする資料[1]と、20隻とする資料[2]がある。

## 艦艇一覧（近代海軍以前）

### その他
砲艦
- イアラ（Yara） - 1895年、3門
- エンリケ・ヴィルエンダス（E. Villuendas） - 1899年、2門

## 艦艇一覧（近代海軍）

### 主力艦
なし

### 水上戦闘艦

#### 巡洋艦
軽巡洋艦
- キューバ（Cuba） - 1隻

#### コルベット
- ソ『パウク』型 - 1隻

### 潜水艦
なし

### 機雷戦艦艇

#### 掃海艦艇
掃海艇
- ソ『ソーニャ』型 - 2隻
- ソ『エフゲーニャ』型 - 3隻

### 両用戦艦艇
なし

### 哨戒艦艇

#### 哨戒・警備艦艇
砲艦
- バイレ（Baire） - 1隻

- ディエス・デ・オクトゥーブレ級 - 2隻

ディエス・デ・オクトゥーブレ（Diez de Otoubre）、ベインテ・イ・クアトロ・デ・フェブレーロ（Veinte Y Cuatro de Febrero）
- パトリア（Patria） - 1隻

- キューバ（Cuba） - 1隻

- ハバナ級 - 2隻[3]

ハバナ（Habana）、ピナール・デル・リオ（Pinar del Rio）
駆潜艇
- 旧・米艦 - 4隻

No.1、2、3、4
監視取締艇
- オリエンテ（Oriente） - 1隻

- ワイマロ（Guaimaro） - 1隻

- アルフレド（Alfredo）[8] - 1隻

- イアラ（Yara） - 1隻

- ベインテ・デ・マーヨ（Veinte de Mayo） - 1隻

- アグラモンテ（Agramonte）[9] - 1隻

- マセオ（Maceo）[9] - 1隻

- セスペデス（Cespedes）[9] - 1隻

- マルティ（Marti） - 1隻

- エンリケ・ヴィルエンダス（Enrique Villuendas） - 1隻

- アトゥエイ（Hatuey） - 1隻

- マタンザス（Matanzas） - 1隻

- ビリャス（Villas） - 1隻

#### 高速戦闘艇
ミサイル艇
- ソ『オーサ-II』型 - 13隻

### 補助艦艇

#### 補給艦艇
輸送船・運送船
- クドニア（Kydonia）[10] - 1隻

- マヒモ・ゴメス（Maximo Gomez）[11] - 1隻

#### その他
大統領ヨット
- アトゥエイ（Hatuey） - 1隻

## 関連組織所属船艇
なし